# Mauro Tassotti
Mauro Tassotti (* 19. Januar 1960 in Rom) ist ein ehemaliger italienischer Fußballspieler und heutiger -trainer.

## Karriere
Seine Karriere begann der Abwehrspieler 1978 bei Lazio Rom, bevor er zwei Jahre später zum AC Mailand wechselte. Mit dem Mailänder Club gewann er dreimal die Champions League: 1989, 1990 und 1994. Dreimal konnte er außerdem den europäischen Supercup holen (1989, 1990, 1994), zweimal sogar den Weltpokal (1989, 1990). In den Jahren 1988, 1992, 1993, 1994 und 1996 konnte sich Tassotti außerdem den Italienischen Meistertitel sichern. Den Italienischen Ligapokal holte der Verteidiger viermal (1989, 1992, 1993, 1994).
Weniger erfolgreich verlief hingegen Tassottis Nationalmannschaftskarriere. Beim WM-Viertelfinale 1994 gegen Spanien schlug er während eines spanischen Angriffs vom Schiedsrichter unbemerkt Luis Enrique den Ellenbogen ins Gesicht und brach ihm das Nasenbein. Spätere Filmmaterialauswertungen durch die FIFA führten zu einer Sperre von acht Spielen. Tassotti durfte danach nie wieder für die Squadra Azzurra auflaufen. Somit kam Tassotti auf sieben Länderspiele.
Nach seiner Spielerkarriere war Tassotti für den AC Mailand 14 Jahre lang als Co-Trainer tätig.

## Erfolge

### Als Spieler
- Italienische Meisterschaft: 1987/88, 1991/92, 1992/93, 1993/94, 1995/96
- Europapokal der Landesmeister/UEFA Champions League: 1988/89, 1989/90, 1993/94
- Italienischer Supercup: 1988, 1992, 1993, 1994
- UEFA-Super-Cup: 1989, 1990, 1994
- Weltpokal: 1989, 1990